# Niphargus lessiniensis
Niphargus lessiniensis is een vlokreeftensoort uit de familie van de Niphargidae. De wetenschappelijke naam van de soort is voor het eerst geldig gepubliceerd in 1998 door Stoch.